# Мала-Фуча

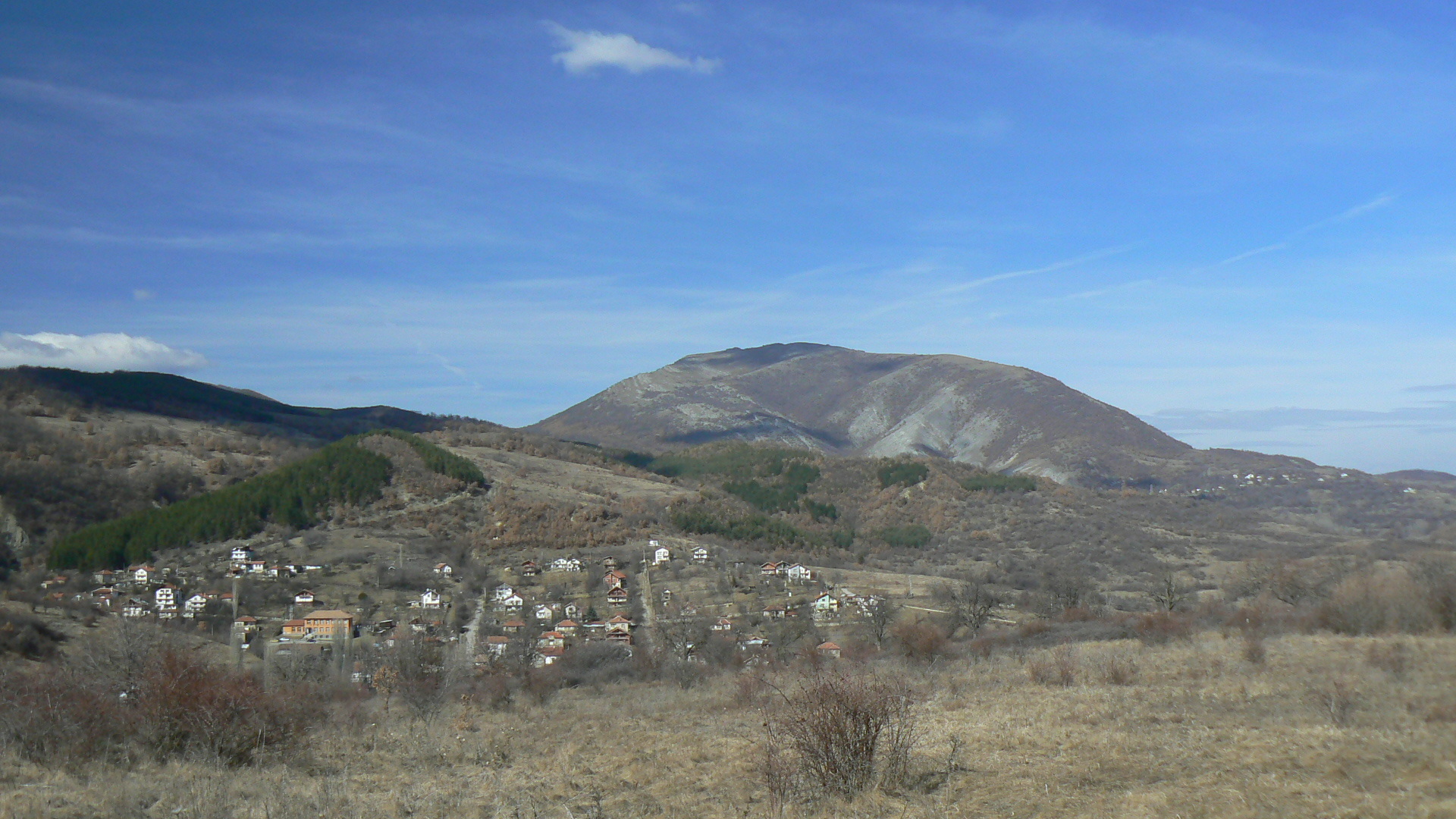

Мала-Фуча (болг. Мала Фуча) — село в Болгарии. Находится в Кюстендилской области, входит в общину Бобов-Дол. Население составляет 153 человека.

## Политическая ситуация
Кмет (мэр) общины Бобов-Дол — Грети Йосиф Алексова (Коалиция в составе 3 партий: Национальное движение «Симеон Второй» (НДСВ), Земледельческий народный союз (ЗНС), Союз демократических сил (СДС)) по результатам выборов в правление общины.